# 何佩瑜
何佩瑜（英語：Jeana Ho Pui Yu，1989年4月12日—），原名何瀅，前藝名何珮瑜，香港女演員，主要活躍於中國大陸、香港及馬來西亞，參與影視作品超過數十部。

## 背景
何佩瑜生於北京，家有一名胞弟，父親從商，七歲時移民香港。何佩瑜曾就讀中華基督教會基全小學以及保祿六世書院。。後來轉為模特兒。她和周秀娜同期出道。又因被監製與導演錢國偉相中而成為演員。在王家衛導演的《一代宗師》中飾演的「金樓女子」由張叔平負責造型指導，演出令人難忘。
在馬來西亞拍攝的《辣警霸王花》之中飾演強悍剛烈的特種部隊，她接受了為期三個月的動作特訓以應付戲中的動作場面；而由王晶監製跟鄭伊健合演的科幻電影《iGirl 夢情人》裏，她飾演受情傷而自願變成女機械人的角色，無論演技及動作演出均備受讚賞，該電影亦成為內地網上首播點擊冠軍港片。跟杜琪峯導演第一次合作電影是在《單身男女》中扮演吸引「多情男」古天樂的酒吧美女。2017年，何佩瑜在由翁子光執導的電影《風再起時》飾演男主角梁朝偉的妻子。
2019年4月在Instagram宣佈已改名「何佩瑜」，她回覆傳媒時表示，改名後會「旺」婚姻及家庭。
她信奉佛教，有茹素習慣。

## 感情
何佩瑜曾於2013年與張柏芝、張豪龍的弟弟張柏文拍拖半年，後與金像編劇翁子光曾拍拖一年半，至2018年1月27日何在社交平台發聲回覆記者提問，表示二人已經和平分手並強調二人之間沒有第三者。

## 演出

### 電影
| 上映年份 | 中文片名                 | 導演           | 角色           | 票房（香港/大陸）                   | 合作演員 / 備註                                                        |
| 2010年   | 《婚前试愛》             |                | 客串           |                                     |                                                                        |
| 2010年   | 《单身男女》             |                | 酒吧美女       |                                     |                                                                        |
| 2011年   | 《人約离婚後》           |                | Kate           |                                     |                                                                        |
| 2011年   | 《热浪球愛战》           |                | 客串           |                                     |                                                                        |
| 2011年   | 《喜愛夜蒲》             |                | Jeana          |                                     |                                                                        |
| 2011年   | 《猛鬼愛情故事》         |                | 纸扎公仔       |                                     |                                                                        |
| 2011年   | 《一代宗師》             |                | 金楼女子       |                                     |                                                                        |
| 2011年   | 《起势摇滚》             |                | Jeana          |                                     |                                                                        |
| 2012年   | 《一路向西》             |                |                |                                     |                                                                        |
| 2012年   | 《詭愛》                 |                | 许嘉文         |                                     |                                                                        |
| 2013年   | 《溝女不離三兄弟》       |                | 芝             |                                     |                                                                        |
| 2014年   | 《3D冰封俠：重生之門》   |                | 愛國小姐       | 1.42億                              |                                                                        |
| 2014年   | 《喜愛夜蒲3》            |                | Jeana          |                                     |                                                                        |
| 2014年   | 《辣警霸王花》           |                | 阿瞳           |                                     |                                                                        |
| 2014年   | 《墓穴迷城》             |                | 鮑娜娜         |                                     |                                                                        |
| 2014年   | 《澀青 298-03》          |                |                |                                     |                                                                        |
| 2015年   | 《鴨王》                 |                | Chloe          |                                     |                                                                        |
| 2015年   | 《小姐誘心》             |                | Tracy          |                                     |                                                                        |
| 2015年   | 《港囧》                 |                | 性感女郎       |                                     |                                                                        |
| 2016年   | 《導火新聞線》           |                | 鍾凱祈         |                                     |                                                                        |
| 2016年   | 《iGirl 夢情人》         |                | 女机械人       |                                     |                                                                        |
| 2018年   | 《天使曾經來過》         | 李建興、八木晃 |                |                                     | 朱俊丞、許維恩、盧宣彤、江倩齡                                         |
| 2019年   | 《作家的謊言：筆忠誘罪》 | 孫立基         | 唐琦琦（Kiki） |                                     | 張建聲、松岡李那                                                       |
| 2019年   | 《辣警霸王花2不義之戰》  | 錢國偉         | Alma           |                                     | 譚耀文、唐文龍、梁琤、林明禎                                           |
| 2020年   | 《逃獄兄弟》             | 麥浩邦         | 雪怡           | Disney+、愛奇藝                     | 譚耀文、張繼聰、栢天男、張建聲                                         |
| 2021年   | 《怒火》                 | 陳木勝         | 呂慧思         | 2.25億美元                          | 甄子丹、謝霆鋒、秦嵐                                                   |
| 2021年   | 《一級指控》             | 黃國輝         | 張美儀         | 1302萬港幣                          | 方中信、譚耀文、陳家樂、鮑起靜、廖啟智                                 |
| 2021年   | 《唐門：美人江湖》       | 羅樂           | 唐霜           | 网络电影（愛奇艺）                  | 王嘉麗、王蘊凡、九孔、童飛、金尤美、孫文雪、王星辰                     |
| 2021年   | 《封神：妲己》           | 劉迪洋         | 姜王后         | 网络电影（愛奇艺）                  | 鍾欣潼、劉頔、沈震軒、馬睿瀚                                           |
| 2021年   | 《感動她77次》           | 邱禮濤         |                |                                     | 蔡卓妍、周柏豪、衛詩雅、马里奥·毛瑞尔、惠英紅                          |
| 2022年   | 《神探大戰》             | 韦家辉         | 張琳           | 7.12億人民幣 1622萬港幣 441萬新台幣 | 劉青雲、蔡卓妍、林峰                                                   |
| 2022年   | 《致命24小時》           | 葉念琛         | 唐昕           |                                     | *湯怡、吳卓羲、潘燦良 * 故事藍本取材自1993年葉玉卿主演的《盲女72小時》 |
| 2023年   | 《風再起時》             | 翁子光         | 南江太太       | 1121萬港幣 4904萬人民幣             | 郭富城、梁朝伟、杜鹃                                                   |
| 2023年   | 《我愛你！》             | 韩延           | 常彩虹         | 4.28億人民幣                        | 倪大红、惠英紅、梁家辉、叶童                                           |
| 2023年   | 《電子靈》               | 梁碧芝         | 金智希         |                                     | *特别主演 * 李靖筠、楊天宇                                             |
| 2025年   | 《燭陰古城》             | 張羽           | 尹佩玲         | 網络電影                            | 董思怡、黄恺杰                                                         |

### 微電影
| 年份   | 名稱                        |
| ------ | --------------------------- |
| 2012年 | - 《白小凡》 - 《愛了做了》 |
| 2015年 | 余迪偉愛情作品《筆談情》    |

### 電視節目
- 2009年：《美女廚房》（無綫電視）
- 2011年：《變身男女Chok Chok Chok》（無綫電視）
- 2012年：《五覺大戰》（無綫電視）
- 2013年：《證義搜查線2》內幕（香港電台）
- 2015年：《超強選擇1分鐘》（無綫電視翡翠台）
- 2016年：《我愛香港》（無綫電視翡翠台）
- 2017年：《全職媽媽放大假》（ViuTV）
- 2018年：《大玩特玩 消暑篇》（無綫電視翡翠台）
- 2023年：《獎門人Halloween感謝祭》（無綫電視翡翠台）

### 電視劇
| 年份   | 名稱 |
| ------ | --- |
| 2018年 | 無綫電視《飛虎之潛行極戰》 飾 凌文洛                                                                                     |
| 2019年 | ViuTV《性敢中環》 飾 韋林                                                                                                |
| 2020年 | ViuTV《熟女強人》 飾 方穎妍                                                                                              |
| 2022年 | - CCTV-1、騰訊視頻《獅子山下的故事》 飾 尤美君 - 騰訊視頻、愛奇藝、無綫電視《女法醫JD》 飾 姚詠琪 - 《黑金風暴》 飾 羅拉 |
| 2024年 | 《太阳星辰》 飾 林敏芝                                                                                                   |

### 舞台劇
| 年份   | 名稱                   |
| ------ | ---------------------- |
| 2011年 | - 《偷窺》（A2創作室） |

## 寫真
| 年份   | 名稱                         |
| ------ | ---------------------------- |
| 2010年 | 《Girls Look Book Volume 2》 |
| 2011年 | 《The Cexy Grandmaster》     |

## 註
1. ↑  資料出自於2011年5月4日出版的第206期《FACE》〈Chrissie師妹勁拜金 Jeana：「冇一卡咪溝我！」〉。

## 外部網站
- 何佩瑜的新浪微博
- 何佩瑜的Facebook專頁
- 何佩瑜的Instagram帳戶
- 何佩瑜在香港影庫上的簡介